# Кедрова, Анастасия Деомидовна
Анастаси́я Деоми́довна Ке́дрова (2 января 1896, Нурма, Царевококшайский уезд, Казанская губерния, Российская империя — 6 февраля 1981, Йошкар-Ола, Марийская АССР, РСФСР, СССР) — марийский советский партийный и общественный деятель, деятель просвещения. Одна из первых марийских женщин-коммунисток, член Марийского обкома ВКП(б). Член РКП(б) с 1919 года. Кавалер ордена Ленина (1967).

## Биография
Родилась 2 января 1896 года в д. Нурма ныне Медведевского района Марий Эл в марийской крестьянской семье.
После окончания школы в родной деревне в 1916 году окончила Царевококшайскую женскую гимназию. Работала учительницей в д. Горелая и с. Сотнур Царевококшайского уезда Казанской губернии.
В 1919 году направлена в Казань для политико-агитационной работы среди красноармейцев-мари. Одна из первых среди мари женщин-коммунисток с 1919 года.
В 1919 году — секретарь Марийской секции при Казанском губкоме РКП(б).
В 1920—1926 годах — заведующая марийским бюро совета национальных меньшинств Наркомпроса РСФСР, инструктор марийской секции агитационно-пропагандистского отдела ЦК РКП(б). Решала вопросы составления и издания учебников на марийском языке, повышения квалификации учителей марийских школ. По её просьбе решением Н. К. Крупской в Краснококшайск Марийской автономной области были направлены книги для восполнения сгоревшего фонда городской библиотеки.
Затем работала заведующей облполитпросветом Марийского областного отдела народного образования. В 1927—1929 годах — заведующая женским отделом Марийского обкома ВКП(б).
В 1930—1931 годах — заместитель заведующей культпросветотделом Горьковского крайкома ВКП(б).
В 1931—1934 годах — заместитель начальника политотдела, заместителем директора МТС по политчасти.
В 1935—1937 годах — первый секретарь Моркинского райкома ВКП(б) Марийской АССР.
В 1938 году была репрессирована: арестована в декабре 1937 года, приговорена к 10 годам заключения, в  1938—1947 годах — заключённая в лагерях НКВД. В 1948–1954 годах находилась в ссылке в Красноярском крае. В 1954 году реабилитирована. С 1955 года — персональный пенсионер союзного значения.
Находясь на пенсии, принимала активное участие в общественной жизни, часто выступала перед молодёжью с воспоминаниями о встречах с В. И. Лениным, Н. К. Крупской и установлении Советской власти в Марийском крае.
За активное участие в становлении Советской власти и социалистического строительства награждена орденом Ленина, медалями и трижды – Почётной грамотой Президиума Верховного Совета Марийской АССР. 
Скончалась 6 февраля 1981 года в Йошкар-Оле. Похоронена на Туруновском кладбище г. Йошкар-Олы.

## Награды
- Орден Ленина (1967) — в связи с 50-летием советской власти[1][2]
- Медаль «За доблестный труд в Великой Отечественной войны 1941—1945 гг.»
- Юбилейная медаль «За доблестный труд. В ознаменование 100-летия со дня рождения Владимира Ильича Ленина»
- Почётная грамота Президиума Верховного Совета Марийской АССР (1957, 1965, 1975)[1][2]

## Память
- Одна из улиц с. Нурма Медведевского района Марий Эл носит имя А. Д. Кедровой[1][2][7][8][9].
- В Йошкар-Оле на доме № 19 по Ленинскому проспекту, где жила А. Д. Кедрова, установлена мемориальная доска. Надпись на ней гласит: «В этом доме с 1959 по 1967 год жила видная партийная и общественная деятельница Анастасия Деомидовна Кедрова»[1][2][10].
- В Нурминской средней общеобразовательной школе Медведевского района Марий Эл с 1985 года установлен бюст А. Д. Кедровой работы марийского скульптора Г. А. Медведевой[1][2][7].